# Dietrich Flade
Dietrich Flade, död 1589, var en tysk advokat, domare och lärare som avrättades för häxeri. Han var engagerad i utbildningssystemet i Trier. Han var verksam som domare under häxprocessen i Trier, och blev slutligen själv angiven och avrättad som häxa. Han tillhör de mest berömda offren för häxprocessen i Trier. 